# Giannina Braschi
Giannina Braschi (ur. 5 lutego 1953 w San Juan) – portorykańska poetka, nowelistka, dramaturgistka. 
Zdobywczyni nagród i grantów takich jak: National Endowment for the Arts Fellow, PEN/Open Book Award, New York Foundation for the Arts, Danforth Scholarship, Ford Foundation, Rutgers Faculty Grant.

## Życiorys
Urodzona w zamożnej portorykańskiej rodzinie. Jej babka była nauczycielką angielskiego, a zarazem jedną z pierwszych kobiet, które ukończyły studia na Uniwersytecie Portoryko. Ojciec Gianniny Braschi, Euripedes Braschi był poważanym tenisistą.
W latach 1966–1968 rozwijała swoje umiejętności sportowe, wygrywając turniej tenisowy w Portoryko oraz próbowała swoich sił także, jako modelka oraz piosenkarka.
Współzałożycielka chóru dziecięcego w San Juan. 
Studiowała w: Madrycie, Rzymie, Londynie oraz Rouen, a następnie przeprowadziła się do Nowego Jorku. W 1980 uzyskała doktorat z literatury iberyjskiej na Stony Brook Univeristy w Nowym Jorku.

## Kariera naukowa
Wykładała na City University of New York, Uniwersytecie Rutgersa i Colgate University.
Opublikowała prace na temat: Cervantesa, Garcilaso, Césara Vallejo, Juana Ramona Jimeneza i Federico García Lorca.

### Prace naukowe
- ,,Cinco personajes fugaces en el camino de Don Quijote", Cuadernos Hispanoamericanos, No. 328, 1977 (esej na temat Don Kichota Cervantesa).
- ,,La Metamorfosis del ingenio en la Égloga III de Garcilaso," Revista canadiense de estudios hispánicos, 1979 (esej na temat trzeciej sielanki Garcilaso).
- ,,La poesía de Bécquer: El tiempo de los objetos o los espacios de la luz", Costa Amic, Mexico City, 1982 (książka na temat poezji Gustavo Adolfo Becquera).
- ,,La gravedad de la armonía en ‘Soledades galerías y otros pomas’ de Machado," Plural, 1983 (esej na temat poezji Antonio Machado).
- ,,Breve tratado del poeta artista", Cuadernos Hispanoamericanos, No. 433-36, 1986 (esej na temat poezji Federico García Lorca)[8]

## Twórczość
Jest zaliczana do twórców postkolonialnych, postmodernistycznych oraz nuyorican (nowojorskich z korzeniami portorykańskimi).
Tworzy poezję postmodernistyczną w angielskim, hiszpańskim oraz spanglish. Używając tych języków pragnie podkreślić proces socjalizacji, przez który przechodzą latynoscy imigranci w USA. Jej twórczość jest hybrydą filozofii politycznej, poezji, teatru oraz fikcji. 
Jej prace podejmują tematykę dotyczącą: historii USA i Portoryko, kapitalizmu, imigracji, rewolucji, zamachów 11 września oraz amerykańskiego imperializmu.

## Książki
- 1980 – Asalto al tiempo
- 1985 – La comedia profana
- 1987 – Libro de payasos y bufones
- 1988 – El imperio de los sueños
- 1998 – Yo-Yo Boing! - pierwsza w jej twórczości powieść w pełni napisana w spanglish
- 2011 – United States of Banana - pierwsza książka w pełni napisana po angielsku, której początek dotyczy zburzenia World Trade Center w związku z zamachami 11 września. Dzieło krytycznie podchodzi do kapitalizmu XXI wieku oraz globalnego terroryzmu[2][3].

## Nagrody i granty
- 1997 – National Endowment for the Arts Fellowship
- 1998 – El Diario La Prensa's Outstanding Women
- 1999 – PEN American Center Open Book Award za pracę Yo-Yo Boing!
- Danforth Scholarship
- Ford Foundation Fellowship
- New York Foundation for the Arts Fellowship
- Peter S. Reed Foundation/InterAmericas
- Instituto de Cultura Puertorriqueña[1][3][4]